# Something About the Way You Look Tonight
"Something About the Way You Look Tonight" – pierwszy singel z albumu Eltona Johna The Big Picture. Został wydany również jako "podwójna strona A" wraz z utworem "Candle in the Wind 1997".
W teledysku pojawili się aktorzy i aktorki z brytyjskiego programu telewizyjnego This Life, a także supermodelki Kate Moss i Sophie Dahl. Mimo że wideo zostało uznane za jedno z najlepszych w całej karierze muzyka, on nie zdaje się podzielać tej opinii (określił je nawet jako "cholernie odpychające") oświadczając, że od tej pory nie ma zamiaru pojawiać się w swoich teledyskach zbyt często.

## Sprzedaż
W samej Wielkiej Brytanii singel Something About the Way You Look Tonight / Candle In the Wind 1997 rozszedł się w nakładzie ponad 4 865 000 kopii (8x platyna), stając się tym samym najlepiej sprzedającym się singlem w historii Wysp Brytyjskich. Na miejscu pierwszym spędził pięć tygodni. W Stanach Zjednoczonych spędził czternaście tygodni na pierwszej pozycji w zestawieniu Billboard Hot 100. Na całym świecie sprzedano ponad 33 mln kopii, czyniąc zeń jeden z najlepiej sprzedawanych singlii w historii muzyki.
Warto wspomnieć, że na liście Billboard Adult Contemporary piosenka była notowana osobno od Candle In the wind 1997. Podczas, gdy ta druga dotarła do miejsca 2. powyższego notowania, Something About the Way You Look Tonight spędziło  11 tygodni na miejscu 1.